# Ingrid Söderman
Ingrid Carolina Söderman, född 25 april 1913 i Tensta, Uppsala län, död 12 september 1995 i Göteborg, var en svensk jur.kand., skulptör och tecknare.
Hon var dotter till köpmannen Alfred Söderman och Elsa Hanson. Efter juridiska studier var Söderman verksam som jurist 1942–1950. Hon började utbilda sig till konstnär vid Académie Libre i Stockholm 1951–1954 som följdes med studier vid Académie de la Grande Chaumière i Paris 1956–1958. Efter studierna bosatte hon sig i Paris och företog därifrån ett antal studieresor till Grekland och Italien. Tillsammans med Jean Engel ställde hon ut i Lan Maison de van Gogh i Auvers sur Oise och separat ställde hon ut på Galerie de I´Institut i Paris 1961. Hon medverkade ett flertal gånger i samlingsutställningar på Salon de la Jeune Sculpture och i utställningen Exposition Internationale de Sculpture Vontemporaine på Musée Rodin 1961 och i några utställningar av svensk Pariskonst på Le cercle-suédios. I Sverige medverkade hon i HSB:s utställningar God konst i svenska hem på Galleri Brinken och Liljevalchs Stockholmssalonger. Hennes bronsskulptur Les acrobates köptes av franska staten 1960. Hennes konst består till stor del av figur- och porträttskulpturer i gips, brons eller trä samt finstämda porträttstudier i kol.